# Ruth Briggs
Ruth Briggs est une cryptologue américaine née en 1911 et morte le 2 juillet 1985 Rhode Island e. Elle sert dans la Women's Army Corps (WAC) et comme secrétaire pour le général  Walter Bedell Smith,.